# Wolfgang Streitenberger
Wolfgang Rüdiger Streitenberger (* 2. Januar 1952 in Wien) ist ein ehemaliger Beamter der Europäischen Kommission in Brüssel. Er ist österreichischer Staatsbürger und arbeitete bei der Kommission bis zur Pensionierung im Februar 2017 als Conseiller/senior Adviser der Generaldirektion Regionalpolitik und Stadtentwicklung.

## Leben
Er studierte an der Universität Wien und an der Sorbonne Paris, schloss sein Doppelstudium 1974 mit einem Magisterium in Volkswirtschaft und 1975 mit einem Doktorat in Politikwissenschaft ab. 1975/76 absolvierte er ein postgraduales Studium der Europäischen Wirtschaft am Collège d’Europe in Brügge, Belgien.
1976 bis 1980 arbeitete Streitenberger als Wirtschaftsforscher im Volkswirtschaftlichen Büro der Creditanstalt-Bankverein, damals Österreichs größte Bank. 1981 bis 1984 war er Wirtschaftsredakteur des Fernsehens im ORF, Österreichischer Rundfunk und Fernsehen in Wien. 1985 bis 1989 bekleidete er eine Stabsfunktion in der Generalintendanz des ORF und war für Medienpolitik und Unternehmensplanung zuständig. 1990 wechselte er in die EXPO VIENNA AG Wiener Weltausstellungsgesellschaft, die die geplante Weltausstellung Wien-Budapest vorbereitete und war dort Leiter der Öffentlichkeitsarbeit und Pressesprecher. Noch bevor dieses Projekt 1991 durch eine Volksbefragung in Wien von der Bevölkerung abgelehnt wurde, wechselte Wolfgang Streitenberger in die Niederösterreichische Landeshauptstadt Planungsgesellschaft nach St. Pölten, die die Landeshauptstadtentwicklung vorantrieb und die Verwaltungs- und Kulturbauten errichtete. Er wirkte bis Ende 1994 im Vorstand dieser Gesellschaft und war für Werbung, Marketing, Öffentlichkeitsarbeit und Innovation zuständig.
1996 wurde Streitenberger zum Beamten der EU-Kommission ernannt und mit der Funktion des Leiters der Vertretung der Europäischen Kommission in Österreich betraut, die er bis Ende 2001 innehatte. Gemäß regulärer Rotation wurde er in die EU-Kommission nach Brüssel versetzt und zum Conseiller-Adviser der Generaldirektion Kommunikation ernannt. 2003 bis 2010 war er Conseiller-senior Adviser des Generaldirektors der Generaldirektion Informationsgesellschaft und Medien, die sich insbesondere mit der Förderung von Forschung und Innovation im Bereich der  Informations- und Kommunikationstechnologie befasst. 2011–2017 war er Conseiller-senior Adviser der Generaldirektion Regionalpolitik und Stadtentwicklung.

## Schaffen
Wolfgang Streitenberger war 1981 bis 1984 fernsehjournalistisch in der Zeit im Bild sowie im Wirtschaftsmagazin Schilling mit zahlreichen Berichten präsent, vor allem im Bereich Banken und Finanzen, internationale Wirtschaft und Entwicklungshilfe. Von 1987 bis 1994 fungierte Streitenberger regelmäßig auch als Moderator der einstündigen TV-Diskussionssendung Nachtstudio, wobei er für die Themenbereiche Wirtschaft, Geschichte, Politikwissenschaft, Soziologie und Psychologie zuständig war. Daneben publizierte er in verschiedenen Wirtschaftsjournalen (A3-Volt, Economy). 1991 bis 1994 fungierte er als Chefredakteur der Quartalszeitung Stadt im Land. In seiner Funktion als Leiter der EU-Kommissionsvertretung in Österreich war er sodann jahrelang Herausgeber und Chefredakteur der Monatszeitschrift EU-Direkt sowie der Quartalszeitschrift Die Union.
Nebenberuflich war Streitenberger regelmäßig als Lehrender tätig, so 1995–1996 an der Werbeakademie Wien, sowie am Wirtschaftsförderungsinstitut (Wifi) St. Pölten und Linz. 1999–2008 bestritt er jährlich ein Dissertantenseminar zu EU-Politiken und -Institutionen am Institut für Politikwissenschaft an der Universität Wien. 2007–2011 war er Lektor für Europäische Integration an der Hogeschool Universiteit Brussel. Seit 2010 – 2017 war er Lecturer für Public Diplomacy an der International School for Protocol and Diplomacy in Brüssel.
Streitenberger war und ist international als Redner aktiv, 2003–2010 vor allem zu den EU-Politiken für Forschung&Entwicklung, Informations- und Kommunikationstechnologie. 2011–2016 erläuterte er in ca. 20 Reden pro Jahr vor allem die EU-Regionalpolitik. Seit seiner Pensionierung übernimmt Streitenberger Beratungsaufträge im Bereich EU-Politiken und EU-Institutionen, vor allem Studien und Analysen zur EU-Regionalpolitik.
Wolfgang Streitenberger ist Rotarier seit 1995 (Präsident eines Rotary-Clubs 2007/2008).

## Werke
- Die Geburt Europas. Orac, Wien 1989, ISBN 3-7015-0189-0.
- Europastadt St. Pölten. St. Pölten 1992.
- Botschafter im eigenen Land,. BoD, Norderstedt 2013, ISBN 978-3-7322-5431-6.
- als Herausgeber: Österreichs Zukunft ist Europa. Signum, Wien 1997, ISBN 3-85436-223-4.

## Auszeichnungen
- 2003: Großes Goldenes Ehrenzeichen mit dem Stern für Verdienste um die Republik Österreich[6]

- Dezember 2015: Verleihung des Berufstitels „Professor“ durch den österreichischen Bundespräsidenten bzw. die Bildungsministerin für Verdienste um die Information der Fachwelt und Öffentlichkeit durch Vorträge und Publikationen sowie durch Lehrtätigkeit über die Europäische Union und ihre Politiken und Institutionen.[7]